# Юріх Кароліна
Юріх Кароліна (нід. Jurich Carolina, нар. 15 липня 1998, Віллемстад) — кюрасаоський футболіст, захисник боснійського клубу «Борац» (Баня-Лука) та національної збірної Кюрасао.

## Клубна кар'єра
Юріх Кароліна народився 1998 року в місті Віллемстад на острові Кюрасао. Розпочав займатися футболом у юнацьких командах нідерландських клубів «Хунсбрук», «Фортуна» (Сіттард), АЗ, ПСВ та «НАК Бреда». У професійному футболі дебютував 2015 року виступами за команду «Йонг ПСВ», в якій грав до 2018 року, взявши участь у 58 матчах чемпіонату. У 2018 році Кароліна став гравцем команди «НАК Бреда», проте гравцем основного складу не став, і в 2019 році керівництво клубу віддало футболіста в оренду до команди «Ден Босх».
У 2020 році кюрасаоський футболіст перейшов до польського клубу «Стоміл» (Ольштин), а в 2021—2024 роках грав у складі іншого польського клубу «Мєдзь» (Легниця).
З 2024 року Кароліна грає в складі боснійського клубу «Борац» (Баня-Лука). Станом на 25 лютого 2025 року відіграв за команду 13 матчів в національному чемпіонаті.

## Виступи за збірні
У 2014 році Юріх Кароліна дебютував у складі юнацької збірної Нідерландів, загалом на юнацькому рівні взяв участь у 22 іграх. У 2017 році Кароліна залучався до складу молодіжної збірної Нідерландів, на молодіжному рівні зіграв в одному офіційному матчі.
У 2018 році Юріх Кароліна вирішив грати на міжнародному рівні у складі своєї батьківщини —національної збірної Кюрасао. У складі збірної футболіст був учасником розіграшу Золотого кубка КОНКАКАФ 2019 року. Загалом у складі збірної Кюрасао станом на початок 2025 року зіграв 15 матчів, у яких відзначився 1 забитим м'ячем.